# Серцебиття (фільм)
Серцебиття (англ. Heart Beat) — американська романтично драматична стрічка 1980 року режисеара Джона Байрама, за його ж сценаріє, який заснований на автобіографії Керолін Кессіді. У фільмі розповідається про визначних діячів біт-покоління. Головні ролі у фільмі виконали Нік Нолті, Сісі Спачек та Джон Герд. Загалом стрічка отримала неоднозначні відгуки, хоча саундтрек був схвалений критиками. За даними «Box Office Mojo» касові надходження у всьому світі склали 954 046 доларів, що стали касовим провалом для фільму.

## Синопсис
У стрічці йдеться про любовний трикутник реальних персонажів покоління бітників Ніла Кессіді, Джека Керуака та Керолін Кессіді наприкінці 1950-х та на початку 1960-х років. Також у фільмі розповідається про написання Керуаком свого роману «У дорозі» та його впливу на їхнє життя.

## У ролях
| Актор               | Роль                                                |
| ------------------- | --------------------------------------------------- |
| Нік Нолті           | Ніл Кессіді                                         |
| Сісі Спачек         | Керолін Кессіді                                     |
| Джон Герд           | Джек Керуак                                         |
| Рей Шаркі           | Айра (персонаж створено на основі Аллена Ґінзберґа) |
| Енн Дюзенберрі      | Стіві                                               |
| Кент Вільямс        | Оґден                                               |
| Джон Ларрокетт      | телеведучий ток-шоу                                 |
| Девід Лінч          | художник                                            |
| Джон Гостеттер      | поет                                                |
| Марґарет Фейрчайлд  | місіс Керуак                                        |
| Тоні Білл           | Дік                                                 |
| Стівен Девіс        | Боб Бендікс                                         |
| Дженні О'Гара       | Бетті Бендікс                                       |
| Кенді Бравн         | Клаудія                                             |
| Дон Броді           | диспетчер                                           |
| Мері Марґарет Амато | офіціантка                                          |
| Сьюзан Нівен        | секретарка Оґдена                                   |
| Луїс Контрерас      | мексиканський наркоман                              |
| Теренс Г. Вінклесс  | юнак у барі                                         |
| Стів Аллен          | камео                                               |
| Рей Вітте           | агент під прикриттям                                |
| Саншайн Паркер      | оператор АЗС                                        |
| Марсія Насатір      | секретарка                                          |
| Джуліана Тутак      | Кеті                                                |

## Виробництво
Стрічка «Серцебиття» стала один з перших фільмів новоствореної кіностудії «Orion Productions».